# Susan Lim
Susan Lim Mey Lee es una cirujana singapurense quien en 1990 realizó el primer trasplante de hígado exitoso en la historia de Singapur.

## Biografía
Nació en Singapur y se educó en Singapore Chinese Girls' y el Raffles Institution. En 1974 se le otorgó  una beca bajo el Plan Colombo para estudiar medicina en la Universidad de Monash en Australia. En 1977, durante sus estudios, fue residente en Trinity College en la Universidad de Melbourne.

## Carrera
El 29 de septiembre de 1990 Lim fue la cirujana líder del primer trasplante de hígado de Singapur.
En 2001, Lim trató a la hermana de la Reina de Brunéi por un cáncer de la mama izquierda.
En 2003, Lim empezó con la empresa de biotecnología, Tecnologías de Células Madre. Al año siguiente fue miembro de Trinity College (Universidad de Melbourne). Fue la persona más joven, y primera de Singapur, en recibir ese honor.
Lim estableció el Indiapore Trust con su marido Deepak Sharma, y su amigo Satpal Khattar. La compañía emitió $50.000 al Fondo de Dinero de Bolsillo Escolar, el cual asiste a padres para financiar los gastos escolares de sus hijos. También el Trust ha donado un laboratorio de ciencia a la Raffles Junior College y proporcionó becas a niños en Singapur e India.
Lim participó en el Consejo consultivo Global de la Sociedad Internacional para Búsqueda de Células Madres. En abril de 2011 dio una presentación en TED sobre trasplante de células, no órganos.
En octubre de 2011, fue incluida en el Libro de las Cien Mujeres de la Universidad de Newcastle, el cual celebra las consecuciones de 100 mujeres notables e inspiradoras, ambos en Australia y globalmente.

## Acusaciones del Consejo Médico de Singapur
En febrero de 2011, en Singapur, el Consejo Médico (SMC) presentó un caso al Ministerio de Salud, en qué Lim estuvo acusado de sobrecobrar a una de sus pacientes, la hermana de la Reina de Brunéi, Pengiran Anak Hajah Damit Pg Pemancha Pg Anak Mohd Alam. La sobreestimación fueron aproximadamente de $24 millones SGD por 110 días de tratamiento de enero a junio de 2007.
En agosto de 2012, fue declarada culpable de falta profesional con respecto al sobrecosto, y se le dio una suspensión de 3 años, y una multa de $ 10.000 SGD y a ser censurada por escrito. Lim apeló su sentencia y se le permitió continuar practicando, en espera del resultado de la apelación.
El 28 de junio de 2013, el tribunal de apelación rechazó su apelación y confirmó la sentencia en todos los aspectos.
El SMC originalmente le reclamaba $ 1,33 millones de dólares a Lim. El Tribunal Superior de Singapur encontró que se inflaron las facturas legales en su contra y las redujo a S $ 317.000.  El SMC apeló la decisión y los tribunales finalmente consolidaron en $825.000 para ser reclamados a Lim.